# Parametaphoxus
Parametaphoxus är ett släkte av kräftdjur. Parametaphoxus ingår i familjen Phoxocephalidae.
Kladogram enligt Catalogue of Life:
| Parametaphoxus | \| \| Parametaphoxus fultoni \| \| \| \| \| \| Parametaphoxus quaylei \| \| \| \| |
|                | \| \| Parametaphoxus fultoni \| \| \| \| \| \| Parametaphoxus quaylei \| \| \| \| |
|                | Parametaphoxus fultoni                                                            |
|                |                                                                                   |
|                | Parametaphoxus quaylei                                                            |
|                |                                                                                   |